# Natri fluorophosphat
Natri florophotphat, thường được viết tắt là MFP, là một hợp chất vô cơ có công thức hóa học Na2PO3F. Điển hình cho muối, MFP không có mùi, không màu và tan trong nước. Muối này là một thành phần trong một số loại kem đánh răng.

## Sử dụng MFP
MFP được biết đến như là một thành phần trong một số loại kem đánh răng. Nó hoạt động như một nguồn fluoride thông qua phản ứng thủy phân sau đây:
PO3F2− + OH− → HPO42− + F−
Fluoride bảo vệ men răng khỏi bị tấn công bởi các vi khuẩn gây sâu răng (sâu răng). Mặc dù đã được phát triển bởi một nhà hóa học tại Procter và Gamble, việc sử dụng nó trong kem đánh răng (kem đánh răng Colgate) được Colgate-Palmolive cấp bằng chứng, vì Procter và Gamble đã tham gia vào việc tiếp thị kem đánh răng Crest (có chứa thiếc(II) fluoride, được quảng cáo là "Fluoristan"). Vào đầu những năm 1980, Crest được định dạng lại để sử dụng MFP, dưới nhãn hiệu "Fluoristat"; kem đánh răng Crest ngày nay sử dụng natri fluoride.
MFP cũng được sử dụng trong một số loại thuốc điều trị loãng xương.
Năm 1991, Calgon đã phát hiện ra natri florophotphat để ức chế sự giải phóng chì trong nước uống khi dùng trong các nồng độ giữa 0,1 mg/L và 500 mg/L.

## Điều chế và cấu trúc
Natri florophotphat được sản xuất công nghiệp bằng phản ứng của natri fluoride với natri metaphotphat:
NaPO3 + NaF → Na2PO3F
Quá trình này liên quan đến việc phân chia một liên kết điphotphat, tương tự như quá trình thủy phân. NaMFP cũng có thể được điều chế bằng cách cho natri điphotphat hoặc natri biphotphat tác dụng với hydro fluoride.
Trong phòng thí nghiệm, MFP có thể được điều chế bằng cách thủy phân các ion điflorophotphat với natri hydroxide pha loãng:
PO2F2− + 2NaOH → Na2PO3F + H2O + F−

### Cấu trúc
Cấu trúc của anion florophotphat bao gồm phosphor ở trung tâm của tứ diện được xác định bởi ba nguyên tử oxy và một flo. Biểu hiện chính thức mô tả một liên kết đôi giữa một nguyên tử oxy và phosphor, với các liên kết duy nhất cho hai nguyên tử oxy khác và flo. Trong mô tả chính thức này, điện tích âm được định vị trên các nguyên tử O của các liên kết P–O đơn lẻ. MFP tương tự và isoelectronic với Na2SO4. Anion có đối xứng C3v.

## Độ an toàn
MFP trong kem đánh răng thường chiếm 0,76%. Hợp chất được sử dụng thay cho natri fluoride vì nó ít độc hại hơn, mặc dù cả hai đều có độc tính khá nhẹ. Muối này có tác dụng hạn chế về tính cơ vận động và hô hấp.